# Compsa albomaculata
Compsa albomaculata är en skalbaggsart som beskrevs av Martins 1962. Compsa albomaculata ingår i släktet Compsa och familjen långhorningar. Inga underarter finns listade i Catalogue of Life.